# Chaetophiloscia leucadia
Chaetophiloscia leucadia là một loài chân đều trong họ Philosciidae. Loài này được Strouhal miêu tả khoa học năm 1937.